# Valeriu Canțer
Valeriu Canțer (n. 5 februarie 1955, Zahorna, RSS Moldovenească, URSS – d. 2 aprilie 2017, Chișinău, Republica Moldova) a fost un fizician moldovean, profesor universitar, membru titular al Academiei de Științe a Moldovei. Din anul 2009 a îndeplinit funcția de președinte al Consiliului Național pentru Acreditare și Atestare al Republicii Moldova.

## Studii
Valeriu Canțer s-a născut la  5 februarie 1955, în satul Zahorna din raionul Șoldănești, din RSSM [1], în familia lui Gheorghe și Ostica Canțâr. La școala din localitate își face studiile inițiale [2].
În perioada 1972-1977 continuă studiile universitare la Facultatea de Fizică a Universității de Stat din Moldova, pe care o absolvă cu mențiune [1]. După absolvirea facultății, activează la Institutul de Fizică Aplicată Arhivat în 3 ianuarie 2013, la Wayback Machine. al ASM. Fost membru ULCT, membru al Biroului Comitetului Raional Lenin al Komsomolului din Moldova.
În perioada 1977-1980 este doctorand la Institutul de Fizică “P.N.Lebedev”, Academia de Științe a URSS-ului, Moscova, sub conducerea profesorului Iurie Kopaev, în secția condusă de laureatul Premiul Nobel pentru Fizică, acad. Vitali Ghinzburg. [1; 3]. În anul 1980 își ia doctoratul în științe fizico-matematice, specialitatea „Fizica teoretică” [1].

## Cariera științifică și didactică
În anul 1977 este angajat în calitate de inginer la Institutul de Fizică Aplicată Arhivat în 3 ianuarie 2013, la Wayback Machine. al ASM (IFA) [1]. În perioada 1981-1983 este cercetător științific inferior la IFA. Ulterior, are o carieră în ascensiune în cadrul aceluiași institut – cercetător științific superior (1983-1989); cercetător științific coordonator (1989-1991); cercetător științific principal (1991-1992); șef de laborator Fizica Temperaturilor Joase (1992-1996); șef de Laborator LISES (1996-2006). În 1990 susține teza de doctor habilitat în stiințe fizico-matematice, specialitatea „Fizica semiconductorilor și dielectricilor”. După divizarea IFA și crearea Institutului de Inginerie Electronică și Tehnologii Industriale Arhivat în 25 februarie 2013, la Wayback Machine. ocupă, din 2006 și până în 2017, funcția de cercetător științific principal în cadrul acestuia [1].
Paralel, efectuează stagii de perfecționare și postdoctorale la Centrul Internațional de Cercetări la Temperaturi Criogenice și Câmpuri Magnetice Puternice, Wroclaw, Polonia (1986-1987), Centrul Internațional de Fizică Teoretică, Triest, Italia (1996), Universitatea Warwick , Marea Britanie (2000) ș.a. [1].
Totodată, urmează și o cariera didactică în învățământul superior. În 1981-1982 este lector la Institutul Pedagogic din Tiraspol; în 1982-1988 – conferențiar la Universitatea Tehnică a Moldovei, iar din 1988 și până în 2017 - profesor universitar (conferențiar până în 1997) la Universitatea de Stat din Moldova. Ține cursuri la Mecanica cuantică; Fizica statistică; Fizica stării solide; Fizica supraconductorilor; Fizica sistemelor electronice de dimensiune redusă; Fizica Materialelor; Fizica Nanomaterialelor și Nanotehnologiilor, la care a publicat 4 manuale. A pregătit 10 doctori și doctori habilitați în științe fizico-matematice. Activitatea didactică a fost încununată, în anul 1997, cu conferirea titlului științifico-didactic de profesor universitar, la Universitatea de Stat din Moldova [1].
În anul 1985 a fost secretar științific al școlii unionale de fizică "Particule cuantice în câmpuri intense", sub conducerea academicianului L.V. Keldîș, care a avut loc la Chișinău.

## Realizările științifice si aprecierea lor

### Aria cercetărilor și rezultatele obținute
Valeriu Canțer a dezvoltat direcția științifică „Fizica proceselor electronice în materiale și nanostructuri cu anizotropie a caracteristicilor cvasiparticulelor”. Cercetările legate de dezvoltarea teoriei structurii și proprietăților electronice ale compușilor semiconductori și supraconductori, precum și ale structurilor cuantice, investigarea efectelor electronice de ordonare și coexistența mai multor faze, elaborarea tehnologiilor și principiilor fizice noi în proiectarea microdispozitivelor electronice, s-au materializat într-o serie de rezultate valoroase. Dintre ele pot fi menționate următoarele: în baza conceptului de ierarhizare a ordonărilor în rețeaua unui compus, a fost dezvoltată teoria structurii electronice a unor semiconductori complecși; a fost identificat efectul de inversie a spectrului în aliaje de semiconductori de simetrie diferită și efectul de inversie dublă; a fost generalizată metoda variațională de studiu a fenomenelor de transport în cristalele anizotrope; au fost prezise și studiate stări electronice topologice și efecte noi termoelectrice și spintronice în structurile semiconductoare cuantice; au fost evidențiate mecanisme noi de formare a stărilor de interfață în nanostructuri semiconductoare și supraconductoare; a fost propus un  model nou al stărilor de impurități în heterojoncțiuni și gropi cuantice; a fost identificat efectul de amplificare a cuantificării dimensionale prin anizotropie; a fost propusă o metodă nouă de caracterizare a fenomenelor de transport. În prezent, dezvoltă cercetările în domeniul fizicii nanomaterialelor și nanostructurilor [5].
A contribuit efectiv la dezvoltarea de cercetări tehnologice și experimentale ale materialelor și structurilor stării condensate, care deschid posibilităti noi în electronica microdispozitivelor. Rezultatele cercetărilor microstructurilor și microfirelor și-au găsit expresie în crearea unor dispozitive și produse (fotoconvertoare de infraroșu noi performante; variante de traductori de presiune, temperatură, prezență; microrefrigeratoare și termocuple termoelectrice, o parte realizate până la nivel de prototip cu set de prescripții tehnice) [5].
Cele mai importante contribuții din ultima perioadă: 
- a prezis și a studiat efectul de magnetizare de interfață în heterostructuri semiconductoare (Surface Review and Letters, 2000, V.7, 127 (2000);)
- a dezvoltat tehnologia de creștere a nanostraturilor de telurură de plumb pe substrate de siliciu (Thin Solid Films, 358, 277 (2000));
- în baza maximizării entropiei a propus și a demonstrat eficiența metodei de analiză a spectrului mobilităților în fenomenele de transport (PHYS. REV E 66, 036705 (2002));
- a prezis și a studiat efectul de amplificare anizotropică a cuantificării unidimensionale în nanofire de tip bismut (Semic. Sci. Technol. 19, 106 (2004));
- a propus modalitatea de dirijare cu transportul termoelectric în nanorire cuantice prin efect de câmp radial (Mat. Sci.& Eng: C, 26, p. 1175 (2006);
- a dezvoltat teoria transportului termoelectric în nanofire cuantice (PHYS. REV. B 78, 115322(2008) [1].

### Lucrările științifice
Academicianul Valeriu Canțer are la activ circa 500 de lucrări științifice, inclusiv 8 monografii și manuale, 30 brevete de invenție. Ultimele sale publicații legate de investigațiile în domeniul termoelectricității și plasmonicii au fost solicitate să fie incluse în culegeri enciclopedice internaționale [4]. Are peste 100 de articole publicate în reviste cu impact [5]. Cele mai importante lucrări ale autorului publicate în ultimii 20 de ani sunt:
Сărți
1. Kantser V . Thermoelectricity of low-dimensional nanostructured materials. Chapter  Book „Nanoscale Devices- Fundamentals and Applications/ Springer pp. 291-307 (2006)
2. Гицу Д.В. , Голбан И.М., Канцер В.Г., Явления переноса в висмуте и его сплавах. Монография, "Штиинца", Кишинев, 1983, 266 c.
3. Гицу Д.В., Канцер В.Г.,Попович Н.С. Тройные узкозонные полупроводники А3В5С62 и их твердые растворы. Кишинев, "Штиинца", 1986, 306 с.
4. Canțer V., Nicolaescu I.I. Fizica corpului solid. Vol 1, Chișinău , 1991, 225 p.
5. Canțer V., Nicolaescu I.I. Tighineanu I. . Fizica corpului solid. Vol 2, Chișinău , 1991, 264 p.
6. Canțer V., Nicolaescu I.I. Fizica corpului solid. Vol 3, Chisinău , 1991, 206 p.
7. Canțer V., Nicolaescu I.I. Introducere în fizica supraconductorilor, Editura SIN,România, 1999,321p

Articole
1. I. Bejenari, A.A. Balandin, V. Kantser. Thermoelectric properties of electrically gated bismuth telluride nanowires. Physycal Review B 81, p. 075316 -1 - 075316-13, 2010.
2. V.G. Kantser, N.I. Leporda, I.E. Yoisher. Magnetosensors based on semiconductor microwires. Sensors and Actuators A.Physical, v. 59, pp. 119–123, 1997.
3. I. Bejenari, V. Kantser. Thermoelectric properties of bismuth telluride nanowires in the constant relaxation-time approximation. Physycal Review, B 78, 115322, pp. 115322–1 - 115322-12 (2008).
4. V. Kantser. Materials and structures for semiconductor spintronics. Journal of optoelectronics and advanced materials. Vol. 8, No. 2 , pp. 425–438 (2006).
5. V.G. Kantser, I.M. Bejenari, D.F. Meglei. Radial electric field effect on thermoelectric transport properties of Bi2Te3 cylindrical nanowire coaxial structure. Material Science and Engineering: C, 26, pp. 1175–1179 (2006).
6. I.M. Bejenari, V. Kantser, M. Myronov et al. Anisotropic size quantization and semimetal-semiconductor phase transition in bismuth-like cylindrical nanowires. Semicond. Sci. Technol. 19, No.1 pp. 106–112 (2004).
7. S.K. Kaitgamolchai, O.A. Mironov, V.G. Kantser et al. Maximum entropy mobility spectrum analysis for magnetotransport of multy-layers semiconductor structures, Phys.Rev. 66, 036705-6717 (2002).
8. A. Belenchuk, O. Shapoval, V. Kantser et al. Growth of (111)-oriented PbTe thin films on vicinal Si (111) and on Si (100) using fluoride buffers. Journ.Cryst.Growth 198/199,  pp. 1216–1221, 1999.
9. Канцер В.Г., Малкова Н.М. Приграничные электронные состояния в напряженных полупроводниковых гетеро- структурах Письма в ЖЭТФ, 1991, т. 54, в. 7, с. 388-392.
10. I. Bejenari, N. Malkova, V.G. Kantser. Effect of boundary conditions on the interface Tamm’s States. Phys. Stat. Solidi (b) 223, 785 (2001).
11. Kantser V., Malkova N. Anderson impurity states in band-inverted semiconductor heterojunctions. Phys. Rev. v. 50, N 23, pp. 17074–17078, 1994.
12. Kantser V., Malkova N. Interface magnetization effect in stressed semimagnetic heterojunctions. Surface Review and letters, 2000, v. 7, N 1-2, p. 127-34.
13. I. Bejenari, V. Kantser. An asymptotic solution of the Schrodinger equation for the elliptic wire in the magnetic field. J. Phys. A: Math. Theor. 41, 395304 (2008).
14. V.G. Kantser, N.M. Malkova. Interface states in stressed semiconductor heterojunctions with antiferromagnetic ordering. Phys. Rev., v. 56, N 3, pp. 20004–20011, 1997.
15. Kantser V.G, Malkova N.M., Sidorenko A.S. New narrow-gap semiconducting solid solutions. Solid State Communications, v. 56, N 6, p. 513-517, 1985.

### Aprecierea realizărilor științifice
Membru correspondent al ASM (1995), membru titular al ASM (2000) [1;3], fiind la momentul alegerii cel mai tânăr academician al Academiei de Științe a Moldovei. Om emerit al Republicii Moldova, 2005; Doctor honoris causa al Universității de Stat din Tiraspol; Laureat al Premiului Republican pentru Tineret in domeniul Științei și Tehnicii, 1983; Premiul Prezidiului ASM pentru activitatea științifică, 1992; Premiul anual VIP 2002 – VIP în știință, 2002; Laureat al Premiului de Stat al Republicii Moldova în domeniul științei și tehnicii, 2004; Medalia 60 de ani a ASM, 2006; Medalia 60 de ani a Universității de Stat din Moldova, 2006; ordinul „Gloria Muncii", Medalia ASM "Dimitrie Cantemir", 2012) [1; 2; 3].

## Activitatea de organizare și coordonare a științei
Academicianul Valeriu Canțer s-a manifestat și prin activitate managerială, editorială, de expertiză și consultanță. Începând cu anul 1996 ocupă diferite poziții administrative în cadrul Academiei de Științe: director adjunct Laborator Internațional de Supraconductivitate și Electronică a Solidului IFA (1996-2000); director adjunct IFA (1997-2000); Director LISES IFA (2000-2006); academician-coordonator al Secției de Științe Matematice, Fizice și Tehnice (2000-2004); membru al Prezidiului AȘM (2000-2004); academician-coordonator al Secției de Științe Fizice și Inginerești (2005-2009); membru al Consiliului Suprem pentru Știință și Dezvoltare Tehnologică (2005-prezent). Este președinte a două instituții obștești în domeniul științei: Societatea Fizicienilor din Republica Moldova (1996-prezent) și Asociația pentru Știință, Educație,Cultură și Artă din Republica Moldova (2005-prezent) [1]; vicepreședinte al Uniunii Societăților Tehnico-Științifie din Republica Moldova.
Este fondator și redactor-șef al revistei Moldavian Journal of Physical Sciences Arhivat în 14 octombrie 2012, la Wayback Machine., membru al colegiilor de redacție ale revistelor “The Annals: Metallurgy and Material Sciences”, “Intellectus” Arhivat în 16 ianuarie 2013, la Wayback Machine., “Fizica și tehnologiile moderne Arhivat în 3 martie 2014, la Wayback Machine.”, “Akademos Arhivat în 4 decembrie 2011, la Wayback Machine.”; membru al Consiliului Editorial „Știința” Arhivat în 23 ianuarie 2013, la Wayback Machine.; membru al Comisiei Republicane pentru Editarea Manualelor (din 2008); membru al Colegiului redacțional al Enciclopediei Moldovei [1; 2].
Competențele de expertiză și consultanță au fost solicitate în calitate de expert la Programul MRDA-CRDF (2000-2007); președinte al Consiliului Republican de Expertiză de pe lîngă Consiliului Suprem pentru Știință și Dezvoltare Tehnologică (1999-2003); membru al Colegiului Ministerului Economiei (2002-2004); membru al Plenarei Comisiei Supreme de Atestare (2002-2004); membru al Comisiei de Expertiză a CNAA Arhivat în 28 martie 2014, la Wayback Machine. (1993-2008); membru al Consiliilor Specializate „Fizica Semiconductorilor și dielectricilor”,“Fizica teoretică”,“Fizica corpului solid” pentru conferirea gradelor științifice (1990 – 2004); membru al Consiliului Guvernamental pentru Energie Regenerabilă (2006-prezent) ș.a. [1]. Participă la organizarea conferințelor internaționale desfășurate în Republica Moldova, fiind președintele Comitetului de Program al Conferinței Internaționale "Știința Materialelor și Fizica Stării Condensate" (din 2001) și co-președinte al Comitetului de Program al Conferinței Internaționale "Microelectronica și Știința Calculatoarelor" (din 2005).
În anul 2009 a fost numit, prin decret prezidențial Arhivat în 4 martie 2016, la Wayback Machine., în funcția de președinte al Consiliului Național pentru Acreditare și Atestare al RM Arhivat în 28 martie 2014, la Wayback Machine., instituția administrației publice centrale în domeniul evaluării și acreditării organizațiilor din sfera științei și inovării, precum și a atestării cadrelor științifice și științifico-didactice de înaltă calificare.

## Recunoașterea internațională
Savantul Valeriu Canțer are peste 100 de articole publicate în reviste prestigioase de peste hotare cu impact. A participat cu comunicări și rapoarte la numeroase  conferințe științifice internaționale (Berna, Roma, Strasbourg, Londra, Paris, Bareno Sresa, Durban, Moscova, Grande-Motte, Sinaia etc.). Elaborările realizate au fost menționate cu 10 medalii la Saloanele naționale și internaționale, inclusiv medalie de argint la Salonul invențiilor Geneva Arhivat în 29 ianuarie 2013, la Wayback Machine. (2001); medalie de aur la Salonul invențiilor Bruxelles (2003); medalie de argint la Salonul Internațional Inventica, București (2007) [5; 1].
Valeriu Canțer a fost un profesor invitat la universități din străinătate: Universitatea Trieste, Italia (1996); Centrul ENEA Frascati, Italia (1996); Universitatea Warwick, Anglia (2000); Universitățile Augsburg și Osnabrueck Arhivat în 16 ianuarie 2013, la Wayback Machine., Germania (2001, 2002, 2003, 2005); Universitatea L’Ecole Normal Superior, Paris, Franța (2006); Universitatea Loughborough, Marea Britanie (2007); Universitatea ”A.I.Cuza”, Iași, România (1996-1998); Universitatea din Cluj, România (1997). A fost ales membru al Academiei Internaționale de Termoelectricitate (1997); membru corespondent al Academiei de Științe și Arte Româno-Americane (1999); doctor honoris causa al Academiei Internaționale de Informatizare (2000); membru de onoare al Institutului Internațional de Fizică, Marea Britanie (2007) [1].
Participă în numeroase proiecte internaționale și este expert la Programul European INTAS (1998-2006); membru al Comitetului Executiv al Societății Europene de Fizică (2003-prezent); membru al Consiliului Executiv al Uniunii Balcanice de Fizică (2005-prezent) [16]; membru al Comitetului de program al Programului Cadru 7 al UE.
O pagină importantă în activitatea acad. Valeriu Canțer o constituie cooperarea cu Institutul Unificat de Cercetări Nucleare din Dubna, regiunea Moscova, marele oraș al fizicienilor ruși și din întreaga lume, inițial în calitate de membru al Consiliului Științific Internațional (2005-2008), iar din 2009 - președinte al Comitetului Internațional de Expertiză și Consultanță în domeniul Fizicii Stării Condensate [3; 4; 8].
Este membru al comitetelor științifice ale unor conferințe științifice prestigioasede peste hotare: BPU – Balcan Physics Union Arhivat în 22 mai 2013, la Wayback Machine. (din 2005); ARM – Advanced Research Materials (din 2003); „From Nanoparticles & Nanomaterials to Nanodevices & Nanosystems” (din 2008); „BPU-Student Physics” (din 2006).